# Момбасская крылатка
Момбасская крылатка (лат. Pterois mombasae) — вид лучепёрых рыб семейства скорпеновых. Видовое название mombasae происходит от африканского города Момбаса. Представители вида, обитающие в Тихом океане, выделены в отдельный вид.

## Описание
Рыба среднего размера 20—31 см длиной, яркой расцветки. Тело красного цвета с белыми и коричневыми поперечными полосами по всему телу и на плавниках. На спинном и грудных плавниках расположены длинные, ядовитые, ярко окрашенные колючки.

## Ареал
Распространены в Индийском океане.

## Образ жизни
Это морской тропический вид, обитающий на коралловых рифах на глубине до 70 м. Активный хищник, питается мелкой рыбой и ракообразными.